# Stefan Niedziałkowski
Stefan Niedziałkowski (ur. 1945) – polski aktor, mim, reżyser, choreograf, autor scenariuszy dla teatru pantomimy, pedagog.
W latach 1964–1975 aktor Wrocławskiego Teatru Pantomimy Henryka Tomaszewskiego, od 1975 roku inicjator, współtwórca i aktor Sceny Mimów przy Warszawskiej Operze Kameralnej. W latach 1979–1993 działał jako artysta mim w Stanach Zjednoczonych. Otworzył szkołę mimów na nowojorskim Manhattanie. Następnie założył zespół pantomimy, którego członkami są jego wychowankowie.
Jest twórcą i wykonawcą wielu spektakli tego zespołu, uczy sztuki mimu w amerykańskich uniwersytetach, wielokrotnie był zapraszany przez Marcela Marceau jako wykładowca do jego szkoły Ecole Internationale de Mimodrame de Paris Marcel Marceau. W 1993 roku opublikował w Stanach Zjednoczonych książkę "Beyond the Word - The World of Mime", z przedmową Marcela Marceau, przetłumaczoną następnie na język polski i wydaną w kraju.
W roku 1994 objął kierownictwo artystyczne Warszawskiego Teatru Pantomimy w Państwowym Teatrze Żydowskim im. E.R. Kamińskiej w Warszawie (do roku 2002) oraz założył Studio Mimów przy Teatrze na Woli, w którym kształci przyszłych artystów tej sztuki.
W latach 2000, 2001, 2002 i 2004 dyrektor artystyczny Międzynarodowego Festiwalu Sztuki Mimu w Teatrze na Woli im. Tadeusza Łomnickiego w Warszawie, którego jest autorem i pomysłodawcą. Od 2005 roku Studio Mimów Stefana Niedziałkowskiego działa przy Mazowieckim Centrum Kultury i Sztuki.
W grudniu 2006 roku w ramach obchodów 50. rocznicy założenia przez Henryka Tomaszewskiego Wrocławskiego Teatru Pantomimy reżyserował z tym zespołem i grał tytułową rolę w spektaklu "Dusioł" na motywach misterium poetycko baletowego Grzegorza Walczaka przedstawionego na deskach Sceny Kameralnej Teatru Wielkiego w Warszawie. Za reżyserię i choreografię tego spektaklu Stefan Niedziałkowski został nominowany do Nagrody im. C.K. Norwida, przyznawanej przez Samorząd Województwa Mazowieckiego.
W roku 2007 był autorem i dyrektorem artystycznym "Międzynarodowych Prezentacji Sztuki Aktorskiej w Teatrze Ruchu Stefan Niedziałkowski" ('Art of Acting in Movement Theatre International Presentation Stefan Niedziałkowski'), podczas których odbyła się premiera spektaklu "Głębia" w wykonaniu Studia Mimów Stefana Niedziałkowskiego (scenariusz, choreografia i reżyseria - Stefan Niedziałkowski).
Wspólnie z Mazowieckim Centrum Kultury i Sztuki w Warszawie, w maju 2009 roku przygotował nowe autorskie przedsięwzięcie pt.: „Milczące Ciało. Międzynarodowe Warsztaty Teatru Sztuki Mimu". Istotną częścią warsztatów była premiera nowego spektaklu zespołu Studia Mimów "Teatr Sztuki Mimu", zatytułowanego „Niepokój”. W maju 2010 roku miała miejsce druga edycja warsztatów "SILENCE OF THE BODY/MILCZĄCE CIAŁO. Międzynarodowe Warsztaty Teatru Sztuki Mimu", podczas których odbyła się premiera kolejnego spektaklu z udziałem Teatru Sztuki Mimu, pt.: "Współistnienie". Podczas III edycji warsztatów, w maju 2011 roku, odbyła się premiera spektaklu "Meritum/Essence".
W 2014 został odznaczony Srebrnym Medalem „Zasłużony Kulturze Gloria Artis”.